# Olivola (Aulla)
Olivola è una frazione del comune di Aulla, nella provincia di Massa e Carrara in Toscana.
Si tratta di un borgo medievale di circa 200 abitanti che sorge su una collina a 300 m s.l.m. nel cuore della Lunigiana, a nord di Carrara.

## Storia
Olivola è stato sito di importanti ritrovamenti fossili del pliocene (circa 1,5 milioni di anni fa)appartenenti ad una ventina di specie di mammiferi tra cui rinoceronti, antilopi, iene e tigri dai denti a sciabola , riportati alla luce nel XIX secolo e ora custoditi nel museo geopaleontologico di Lerici (SP).
Il borgo di Olivola è sorto in epoca alto-medievale con la costruzione del castello e fu feudo della famiglia dei Malaspina. 

Nel 1265, alla morte del marchese Bernabò Malaspina, il feudo venne eretto in marchesato e lasciato in eredità al figlio Franceschino, condottiero che combatté per il partito guelfo. 
La linea del marchese Franceschino Malaspina di Olivola si estinse nel 1412 dopo quattro generazioni, con l'assassinio dei fratelli Manfredi, Bernabò e Giovanni, avvenuto in uno stesso giorno. Il castello di Olivola tornò così in possesso dei marchesi Malaspina di Fosdinovo e Gragnola. 
Il 4 agosto 1569 il feudo entrò a far parte del Granducato di Toscana, tramite un accordo di accomandigia con il granduca Cosimo I de' Medici. Il marchesato si estinse nel 1799, alla morte del marchese Carlo, ultimo feudatario della linea Malaspina d'Olivola.

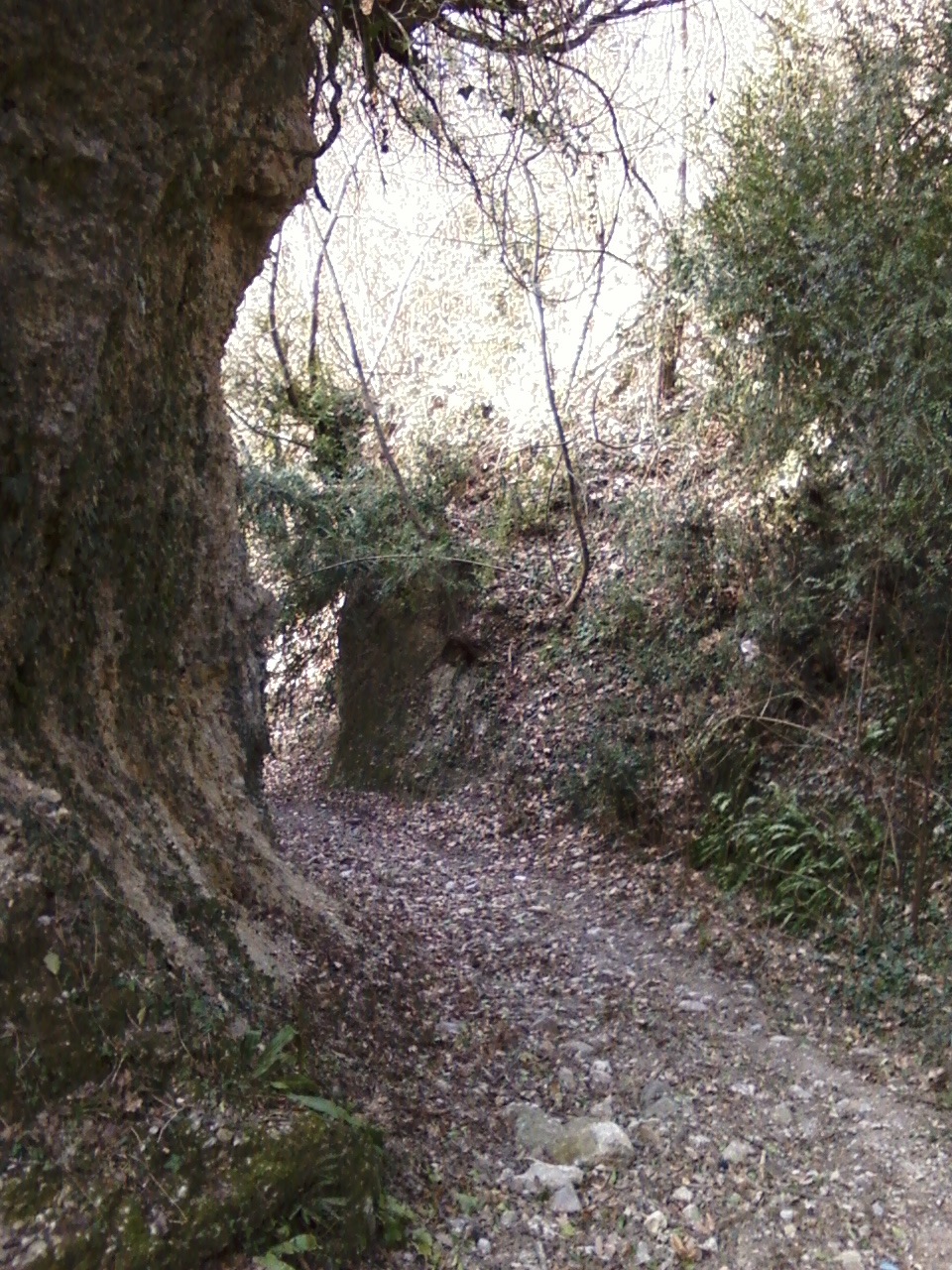
Via buia: uno dei siti archeologici

## Monumenti e luoghi d'interesse
Nel borgo di Olivola si possono vedere i resti dell'imponente castello appartenuto a lungo alla dinastia dei marchesi Malaspina di Fosdinovo e parzialmente distrutto dal terremoto del 1920, le quattro torri e una parte del muro sono tuttavia ben visibili e da una di queste è ricavata l'abside della chiesa di San Michele risalente a prima del XIII secolo.